# FK Čornomorec Odesa
Čornomorec profesionalni je nogometni klub iz Ukrajine. Igraju u gradu Odesi na stadionu Čornomorec, koji je kapaciteta oko 35.000 ljudi. Naziv kluba dolazi iz ukr. naziva za Crno more, kod kojeg se nalazi grad Odesa. 
Klub je jedan od osnivača ukrajinske Premier lige u kojoj danas nastupa. Iz lige je ispao sezone 1997./98., vratio se godinu nakon, no opet ispao u drugu ligu. Od sezone 2002./03. opet su u najelitnijem društvu i otad nisu ispali. Sezone 2005./06. ostvarili su najbolji plasman dosad, zauzevši 3. mjesto u prvenstvu. Od ostalih uspjeha pamte 1966. godinu kada su došli do polufinala Kupa SSSR, te 1974. kada su bili treći u snažnoj Sovjetskoj ligi.
U svojoj povijesti klub je često mijenjao ime. Čak 6 puta su mijenjali ime, pri čemu su izmijenili 5 naziva. 
1936. osnovan je klub pod imenom Dinamo Odesa. 

1940. već se mijenja ime u Piščevik Odesa 

1941. mijenja se ime u Spartak Odesa 

1944. vračaju se nazivu Piščevik 

1953. nastaje novi naziv kluba, Metalurh Odesa 

1955. opet vračen naziv Piščevik 

1958. klub dobio ime Čornomorec Odesa koji su zadržali do danas

## Poznati igrači
- Igor Belanov
- Valerij Lobanovski
- Timerlan Huseinov
- Oleksandr Kosijrin
- Vladislav Vaščuk
- Andrij Voronjin
- /  Jurij Nikiforov
- /  Ilja Cimbalar